# Dicranomyia (Melanolimonia) priapula
Dicranomyia (Melanolimonia) priapula is een tweevleugelige uit de familie steltmuggen (Limoniidae). De soort komt voor in het Oriëntaals gebied.